# Dexia Namen
Dexia Namen was een Belgische damesbasketbalploeg die bestond tot in 2010 toen het in een fusie met Novia Namen verder ging als Belfius Namur.

## Geschiedenis
De ploeg is een van de meest succesvolle ploegen in het Belgisch damesbasketbal ze speelde 16e keer landskampioen en wonnen 14 keer de landsbeker. In 2010 gingen de twee Naamse clubs Dexia Namen en Novia Namen in elkaar op om Belfius Namur te vormen.

## Palmares
- Belgische eerste klasse basketbal (dames)

Winnaar (16x): 1991, 1992, 1993, 1994, 1997, 1998, 1999, 2000, 2001, 2002, 2003, 2004, 2005, 2006, 2007, 2009
- Beker van België (basketbal)

winnaar (14x): 1992, 1993, 1994, 1998, 1999, 2000, 2002, 2003, 2004, 2005, 2006, 2007, 2008, 2009

## Europees
| Seizoen | Competitie       | Ronde      | Winst/Verlies |
| ------- | ---------------- | ---------- | ------------- |
| 2002/03 | EuroCup Women    |            |               |
| 2004/05 | EuroLeague Women | 1/8        |               |
| 2005/06 | EuroLeague Women | 1/8        | 2-10          |
| 2006/07 | EuroLeague Women | 1/8        | 4-9           |
| 2007/08 | EuroLeague Women | 6e groep C | 1-9           |
| 2008/09 | EuroCup Women    | 1/8        | 5-1           |
| 2009/10 | EuroCup Women    | 1/16       | 3-3           |

## Bekende ex-speelsters
- Rebekkah Brunson
- Martine Dujeux
- Katryna Gaither
- Sandra van Embricqs